# Royaume de Dagomba
Le royaume de Dagomba (Dagbaŋ) est le plus ancien et l'un des royaumes traditionnels les plus organisés du Ghana fondé par le peuple Dagomba (Dagbamba) au XVe siècle. Au cours de son ascension, il comprend, à divers endroits, les régions du nord, du nord-ouest, du nord-est, de la savane et du nord-est du Ghana actuel. Il couvre également des portions du Burkina Faso, du nord-est de la Côte d'Ivoire et du nord-ouest du Togo. Depuis l'indépendance du Ghana en 1957, le Royaume, comme tous les Royaumes et États ethniques du Ghana, assume un rôle traditionnel et coutumier.
Les histoires orales du royaume racontent qu'il est fondé par un guerrier nommé Tohazie (vers 1250), qui arrive dans l'actuel nord du Ghana au XIIIe siècle avec ses hommes de cavalerie de l'est du lac Tchad, s'arrêtant à Zamfara, aujourd'hui nord du Nigeria, et dans l'empire du Mali, avant de s'installer dans le nord du Ghana. Ces histoires racontent de nombreux engagements avec les peuples voisins tout au long de cette première période jusqu'au début du XVIIIe siècle, lorsque la capitale du royaume est déplacée dans la ville de Yendi par un célèbre roi Naa Luro. À cette époque, l'islam arrive dans le royaume et une période de paix et d'échanges commerciaux accrus avec les royaumes voisins commence.
A la fin du XIXe siècle, le Dagomba est menacé de toutes parts. Les Allemands s'étendent de l'Est, les Britanniques du Sud et les Français du Nord et de l'Est. Les Allemands envahissent Dagomba en 1896. Après l'invasion allemande du Dagomba oriental lors de la bataille d'Adibo, le Dagomba oriental tombe aux mains des Allemands. Le palais Gbewaa, vieux de plusieurs siècles, est incendié. Le Dagomba oriental devient une partie du Togoland allemand et le Dagomba occidental devient une partie de la Côte-de-l'Or britannique. Le Dagomba occidental est un protectorat et non une colonie. La présence britannique empêche de nouvelles attaques allemandes dans l'ouest de Dagomba. Après la Première Guerre mondiale, l'est de Dagomba devient une partie du Togo britannique. La Côte-de-l'Or obtient son indépendance en 1957 et devient le Ghana. 
Aujourd'hui, la cour des Yaa Naa (roi Dagomba) se trouve à Yendi. Depuis l'indépendance, le royaume subit des conflits de successions pour le titre de Yaa Naa. Le début du XXIe siècle est marqué par une série de violence. Le roi actuellement institué est Gariba II, officiellement mis en place le 28 janvier 2019 au terme de négociations issues d'un comité de médiation ayant pour vocation de mettre un terme aux meurtres perpétrés successibment.

## Histoire
Les Lunsi jouent un rôle dans la préservation de l'histoire orale du Dagomba. Les Lunsi de Dagomba constituent une vénérable corporation de spécialistes chargés du devoir solennel de conserver les informations historiques et généalogiques, dûment ordonnées selon la succession des chefs et des lignages nobles. L'histoire postérieure est mieux connue, car, en plus des historiens de la cour, il existe d'autres sources d'information, dont certaines indépendantes des événements de Dagomba même.

### Fondation

#### Période pré-Gbewaa
Des preuves archéologiques suggèrent qu'il y a une civilisation florissante dans la région du royaume Dagomba avant la période néolithique. Il existe des preuves d'activités agricoles et d'industries du fer au cours de la période néolithique. Les personnes qui ont vécu avant l'arrivée des Naa Gbewaa sont connus localement sous le nom de Dagomba Sablisi. 
La tradition orale indique que la région du Dagomba serait une société décentralisée, composée de Tinsi (villes) dirigées par des Tindaanima (singulier : tindana). Le Tindaanima supervisait principalement les activités spirituelles et religieuses. Ils ont entrepris la pacification des tingbana (dieux de la terre), bina (dieux) et buga (idoles). Aujourd'hui encore, chaque ville a un tindana qui supervise encore ces activités religieuses. Des festivals comme le Bugum Chugu remontent à cette époque. De même, les instruments de musique comme le Gungong et les danses comme le Zhem sont tous de cette période.
Cependant, les recherches historiques actuelles relèvent de nombreuses problématiques chronologiques dans le récit traditionnel. Il n'existe encore aucun consensus sur la période pré-Gbewaa ainsi que sur la chronologie de la dynastie issue de Naa Gbewaa.

##### Arrivée des Naa Gbewaa et centralisation des États
Les histoires orales font remonter la lignée de Naa Gbewaa à un personnage nommé Tohazhie ou chasseur rouge à la peau claire. Ces histoires racontent qu'il aurait quitté une région nommée Tunga, à l'est du lac Tchad, avec un petit groupe de cavaliers vers Zamfara, l'actuel Nigeria, avant de rejoindre le Mali. Tohazhie y aurait épousé la fille du roi du Mali, Pag Wabiga, et engendré un fils, Kpoginumbo (Ʒinani). Ce récit se rapproche d'un autre récit récurrent dans la région d'Afrique de l'Ouest, associé à la migration d'Asebu Amanfi. 
Après avoir brièvement servi au Mali, Kpogonumbo et ses partisans entrent en conflit avec l'Empire Songhaï en plein essor en Afrique de l'Ouest, et les attaques de représailles des Songhaï forcent Kpogonumbo et ses partisans vers le sud. Kpogonumbo prend alors le pouvoir et règne sur Biun à Gurma. Son fils, Naa Gbewaa (ou Bawa), quitte Biun avec certains de ses partisans pour s'installer à Pusiga dans le coin nord-est du Ghana, où il règne jusqu'à ce qu'il devienne aveugle. Sa tombe est actuellement située à Pusiga dans l'actuelle région du Haut Ghana oriental. Il aurait engendré les enfants suivants selon la tradition orale,,
- Naa Ʒirli, fils aîné de Naa Gbewaa
- Fɔɣu, successeur préféré de Naa Gbewaa
- Naa Shitɔbu, père de Yaa Naa Nyagse
- Mamprugulana Tohigu, fonde Gmamprugu
- Bimbila-Naa Ŋmantambu, fonde Nanung
- Salagalana Kayilkuna, règne sur Salaga
- Kuɣa-Naa Subee Kpɛma
- Karaga-Naa Beemoni, règne sur Karaga
- Sunson-Naa Buɣyilgu, règne sur Sunsong
- Sanglana Subee Bila, règne sur Sang, dans l'est de Dagomba
- Nyensung Yaambana
- Savelugu-Naa Yenyoo, règne sur Savelugu
- Nanton-Naa Baatanga, règne sur Nanton
- Yamolkaragalana Kayetuli, règne sur Yemokaraga
- Bohinsan Zugulana
- Zantanlana Yirigitundi, règne sur Zantaani dans l'ouest de Dagomba, maintenant sous le district de Tolon
- Zoggolana Sungburi, règne sur Zoggu
- Nyingaa Ʒibie
- Kpuɣli Kungoo
- Gundo-Naa Kachaɣu, fille aînée, devient la première Gundo Naa. Le titre Gundo Naa est réservé aux seules femmes.
- Yaantuuri (Yennenga), fille bien-aimée, voyage vers le nord, met au monde son fils Ouedraogo qui fonde les Royaumes Mossi

Le fils de Naa Gbewaa, Zirili, lui succède, mais des conflits de succession entre trois des jeunes frères de Zirili - Tohagu, Shitobu et Gmantambo - chacun d'eux a voyagé vers l'extérieur pour finalement étendre les frontières des royaumes de Dagomba. Naa Gbewaa reste dans les histoires des royaumes de Dagomba et des royaumes de Mamprugu et de Nanumba, comme leur premier roi, fondant leurs dynasties régnantes à travers ces fils.
Les enfants de Naa Gbewaa dirigés par son fils Shitobu s'installent brièvement dans la ville de Gambaga avant de se déplacer vers le sud à Namburugu, près de Karaga, où il fonde l'État de Dagomba. Le roi devient connu sous le nom de Yaa Naa, signifiant « roi de la force ». Alors que Sitobu se déplace vers le sud, il rencontre des groupes de peuples autochtones. comme les Konkomba, Nafeba, Basare et Chamba, qui n'ont pas de structures politiques centralisées, à l'exception des temples du tengdana ou tindana - le prêtre de la terre, littéralement traduit par "propriétaire de la terre". Le tengdana préside les cérémonies rituelles et agit comme médiateur entre le peuple et les dieux du pays.  
Le fils de Sitobu, Naa Nyagsi (règne de 1416-1432) lui succède et se lance dans une guerre d'expansion, tuant de nombreux tengdana et dominant les peuples indigènes. Naa Nyagsi établit sa capitale à Yani Dabari, située dans la région de Diyali, près de Tamale, et développe une organisation politique stable en installant ses fils, frères et oncles comme dirigeants sur le peuple conquis. Les tengdamba survivants continuent à fonctionner comme prêtres de la terre, tandis que certains membres du Konkomba se sont vu attribuer des rôles dans l'armée.  

#### Royaumes et états issus de Dagomba
À la mort de Naa Gbewaa, certains de ses enfants se séparent pour fonder leurs propres États, dont Mamprugu et Nanung. Alors que Gbewaa est encore en vie, sa fille Yennenga,, voyage vers le nord et fonde les Royaumes Mossi, qui constituent la majorité du Burkina Faso actuel. D'autres royaumes émergent de Dagomba incluant le royaume de Bouna  de la Côte d'Ivoire et les états de Dagaaba  de la région du Haut Ghana Occidental.

### Déplacement de la capitale
Vers 1700, la capitale est déplacée de Yani Dabari vers une nouvelle ville (également connue sous le nom de Yani ou Yendi) à l'est en raison des guerres incessantes avec le peuple Gonja. Une confrontation majeure à Daboya cause beaucoup de dégâts au peuple Dagomba. Naa Tutugri riposte en battant le Gonja près de Yani Dabari, mais son successeur, Naa Luro, bien que victorieux du Gonja dans une bataille ultérieure, ne résiste pas à la guerre continue et déplace la capitale à Yendi. Les Gonja suivent vers l'est, mais en 1713, Naa Zangina arrête finalement les attaques des Gonja lorsqu'il les bat de manière décisive et tue leur chef, Kumpatia, à Sang près de Yendi. 
Naa Zangina est non seulement réputé pour être le premier dirigeant musulman du Dagomba, mais est également crédité d'avoir encouragé le commerce. Avec la relocalisation de la capitale à Yendi et le retour de la paix, une communauté musulmane émerge au palais des Ya Naa. Les Dyula, d'origine mandé, dirigés par Sabali-Yarna, et les musulmans haoussa, dirigés par les Kamshe Naa, renforcent l'influence islamique dans le royaume. En commençant par les Sabali-Yarna, et plus tard les Kamshe Naa. Au palais du Ya Naa, les titres musulmans, signe de l'intégration des sages musulmans dans la structure politique, comprennent le Walgu Naa, qui s'assure que le Ya Naa ait sa part pour "boire le Coran" ; le Nayil Liman, l'imam du Ya Naa, et le Yidan Kambala, qui exerce aussi comme imam. 
L'extension du commerce avec les Dyula, puis avec les Haoussa lie le royaume à ses voisins comme le Fezzan, l'Égypte et le Golfe du Bénin. En 1788, on dit que Yendi est plus grand que Kumasi et Salaga. 
Il est culturellement plus proche et est le résultat d'autres royaumes sahéliens, en particulier des royaumes Mossi, de l'Empire du Mali, de l'Empire Songhaï et des Hausa Bakwai, avec lesquels Dagomba est un important partenaire commercial pour le sel, les noix de kola et les esclaves.
Au milieu du XVIIIe siècle, Dagomba est absorbé par l'empire Ashanti en tant qu'État tributaire,,,. L'expansion de l'Empire Ashanti à Dagomba est réfutée par certains chercheurs comme AA Lliasu. L'érudit Karl J. Haas soutient que «les affirmations de domination Ashanti sur Dagomba à l'époque précoloniale sont grandement exagérées» .

### Dagomba en tant que protectorat britannique et allemand (1896–1957)
En 1888, Dagomba devient une partie d'une zone neutre, s'étendant de Yeji à Yendi, qui est établie pour prévenir le conflit entre les Allemands et les Britanniques. Après la bataille d'Adibo, Yendi, la capitale de Dagomba est désertée. Le palais de Gbewaa est incendié et le Dagomba oriental est passé sous contrôle allemand. Le Dagomba occidental passe sous contrôle britannique. Yendi, où résidaient les Yaa Naa, passe sous contrôle allemand, séparant les Yaa Naa de son peuple à l'ouest.

#### Première expédition allemande en 1896

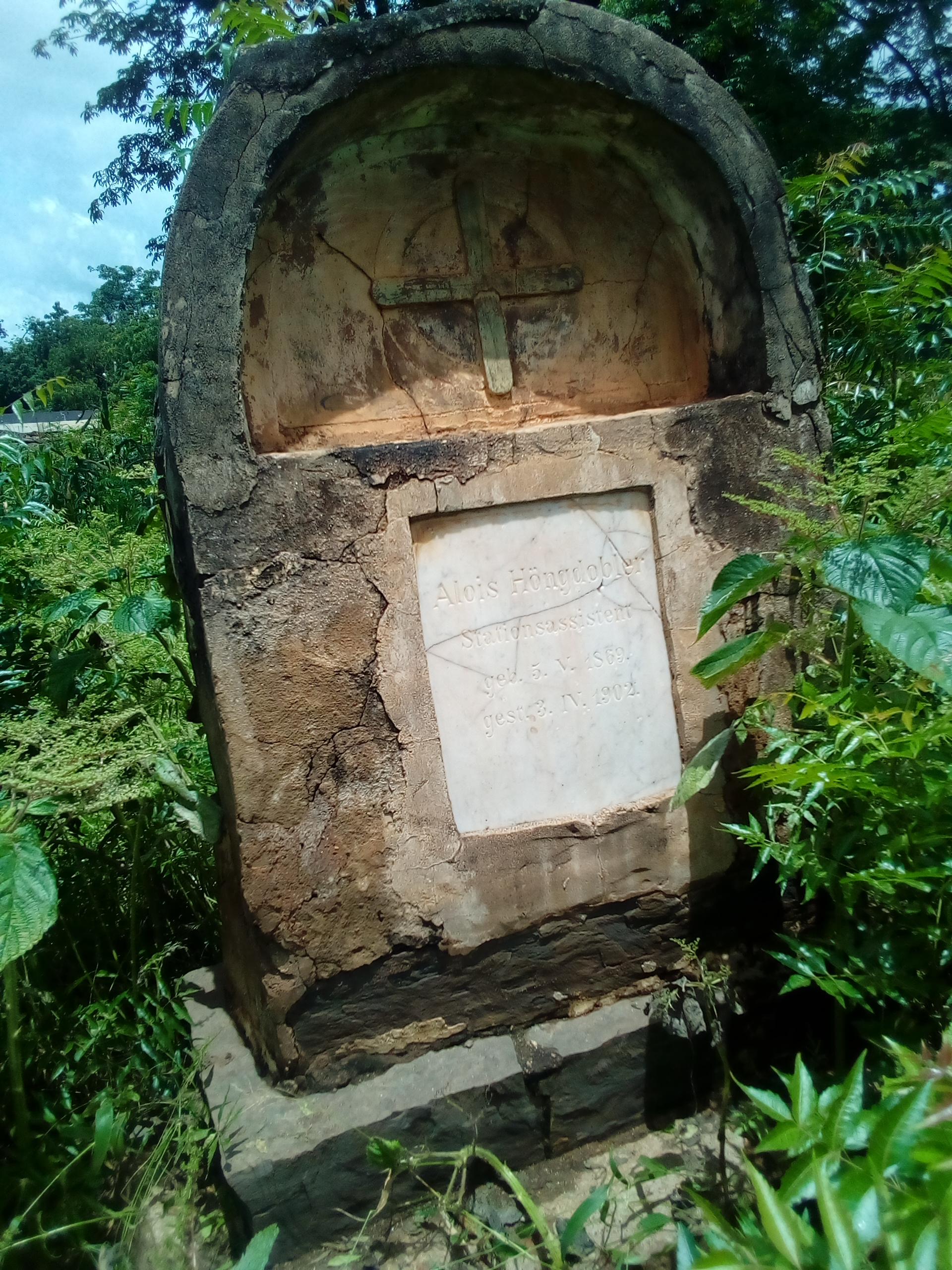
Cimetière allemand à Adibo, près de Yendi.

Du point de vue des colonialistes allemands, l'influent Yaan Naa Andani II perturbe la route commerciale de la côte à Sansanné-Mangu, une station coloniale allemande de l'arrière-pays. Naa Andani, cependant, répond à l'administrateur colonial allemand Hans Gruner (de) qu'il considère que "c'est l'homme blanc qui rend les routes dangereuses".
En 1896, les Allemands menés par Valentin von Massow (de), Hans Gruner et Gaston Thierry affrontent les Dagomba à la bataille d'Adibo, détruisent Yendi et emportent des objets de valeur. Les Allemands, en importante infériorité numérique, sortent vainqueur de la bataille. En 1899, les Britanniques et les Allemands se partagent le Dagomba entre le Togo allemand et la Côte-de-l'Or.

#### Deuxième expédition allemande en 1900
Après la mort de Yaa Na Andani II en août 1899, les disputes sur la succession au trône de Dagomba sont en cours: le fils aîné d'Andani aspirait à devenir Na de Savelugu et a demandé aux anciens de Dagomba de promouvoir l'actuel Savelugu Na au suprême Yaa Naa. Cependant, cette suggestion a rencontré le désaccord d'Alasan, Na de Karaga, qui a revendiqué le trône pour lui-même. Le gouverneur colonial allemand August Köhler lui-même soutint la revendication d'Alasan et, fin mars 1900, appela à une expédition militaire qui fut alors dirigée par l'administrateur colonial de Sansanné-Mangu, Friedrich Rigler. Ce dernier conduit ses troupes à Yendi le 5 avril 1900 mais trouve la ville déserte. Pendant ce temps, le fils aîné de Na Andani, Idi, a déménagé avec sa suite à Sang dans la colonie de la Côte-de-l'Or et s'est réuni avec ceux qui ont fui Yendi. Ces Dagomba se croient protégés des Allemands, mais Rigler les attaque tout de même en territoire britannique le 7 avril. Les troupes allemandes ont tué au moins 83 personnes dans la bataille, dont le fils d'Andani. Après son retour à Yendi, Rigler a nommé Alasan comme nouveau Yaa Naa de Dagomba.

#### Régime colonial britannique
Après la Première Guerre mondiale, l'est de Dagomba devient une partie des territoires sous mandat administrés par les Britanniques établis par la Société des Nations et réunis avec l'ouest, permettant aux Yaa Naa de reprendre le contrôle de son peuple. Les Britanniques ont mis en place la règle indirecte, dans laquelle les chefs Dagomba administraient le gouvernement local. Cette politique a perpétué la domination des Dagomba sur les Konkomba. Les Britanniques ont largement négligé le développement économique de Dagomba. Pour payer la taxe d'entrée imposée par les Britanniques, Dagomba a dû migrer vers le sud de la Côte-de-l'Or pour travailler dans les mines et dans les plantations de cacao.Le Royaume de Dagomba jouissait d'une position constitutionnelle distincte avant de faire partie du Togoland britannique,.

### Histoire récente

#### Conséquences coloniales
La conséquence sur le Dagomba de l'ingérence de l'impérialisme britannique et allemand est sa division provoquant de nombreux conflits internes qui se résolvent au XXIe siècle, ainsi qu'une privation du patrimoine traditionnel et une perte des modes de vie, cultures et coutumes.
La division du Dagomba par les Allemands et les Britanniques sans tenir compte de l'histoire des peuples présente plusieurs défis, principalement dans sa direction traditionnelle. Le royaume depuis les années 1920 environ est caractérisé par des conflits de succession répétés et des conflits principalement dus à l'ingérence impériale britannique et allemande dans la succession de Dagomba. 

#### Conflits de succession
Aujourd'hui, la cour des Yaa Naa reste à Yendi. Le royaume est divisé en chefferies territoriales, classées des chefferies divisionnaires aux chefferies villageoises. Certaines chefferies, telles que Karaga, Savalugu et Mion, sont réservées aux fils des anciens Yaa Naa, et leur occupation permet de tester le Namship, ou chefferie, à Yendi. Les petites chefferies sont réservées aux petits-fils. La succession au Nam a toujours tourné entre les trois maisons royales, désormais réduites à deux, les Andani et les Abudu.
Au cours du siècle dernier, les Dagomba sont confrontés à des conflits de succession répétés. Après la mort de Yaa-Na Mahama II en 1954, un conflit de succession a éclaté et le gouvernement fédéral a envoyé des troupes à Yendi et est intervenu.
En mars 2002, Ya Naa Yakubu Andani II, de la maison Andani, est assassiné avec quarante-deux de ses aînés dans une guerre par des partisans de la maison Abudu,. Après huit ans, le 10 avril 2010, une trentaine à une quarantaine de personnes sont arrêtées pour le meurtre de Yendi et de certaines parties d'Accra en vue des poursuites,.
Le 16 novembre 2018, un comité de médiation composé de trois chefs éminents a finalisé son plan de résolution du conflit à Dagomba. Les deux Chambres ont accepté la proposition des Comités selon laquelle la famille royale Abudu accomplirait les rites funéraires de feu Yaa Naa Mahamadu Abdulai du 14 au 28 décembre 2018. Ensuite devaient avoir lieu les funérailles de feu Yaa Naa Yakubu Andani II, du 4 au 19 janvier 2019. Les deux obsèques ont eu lieu dans l'ancien palais Gbewaa à Yendi. 
Le 18 janvier 2019, un nouveau Yaa Naa, Abubakari Mahama Naa Gariba II, est choisi à Yendi par les faiseurs de rois de l'État de Dagomba. C'est après une initiative de paix du Comité des chefs éminents, composé du frère Yaa Naa, le Na Yiri, du chef Ashanti et du Yagbonwura. Il est institué le 26 janvier 2019 à Yendi.  

## Militaire
Les Sapashina sont les militaires du Royaume. Ils sont divisés en plusieurs unités. Le Yaa Naa est le commandant en chef des forces de Dagomba. Le Tolon Naa est le chef de l'armée, avec le Kumbungu Naa et le Diare Lana.

## Danse
La danse s'appelle Waa dans la langue Dagbani. La danse est une partie importante de la culture de Dagomba. Il existe plusieurs types de danses exécutées individuellement ou en groupe.

### Danses de groupe

#### Tora
Tora est interprétée par des femmes de Dagomba. C'est l'une des plus anciennes danses du royaume. Cela implique des mouvements rythmiques de va-et-vient et des collisions subséquentes avec les fesses.

#### Simpa

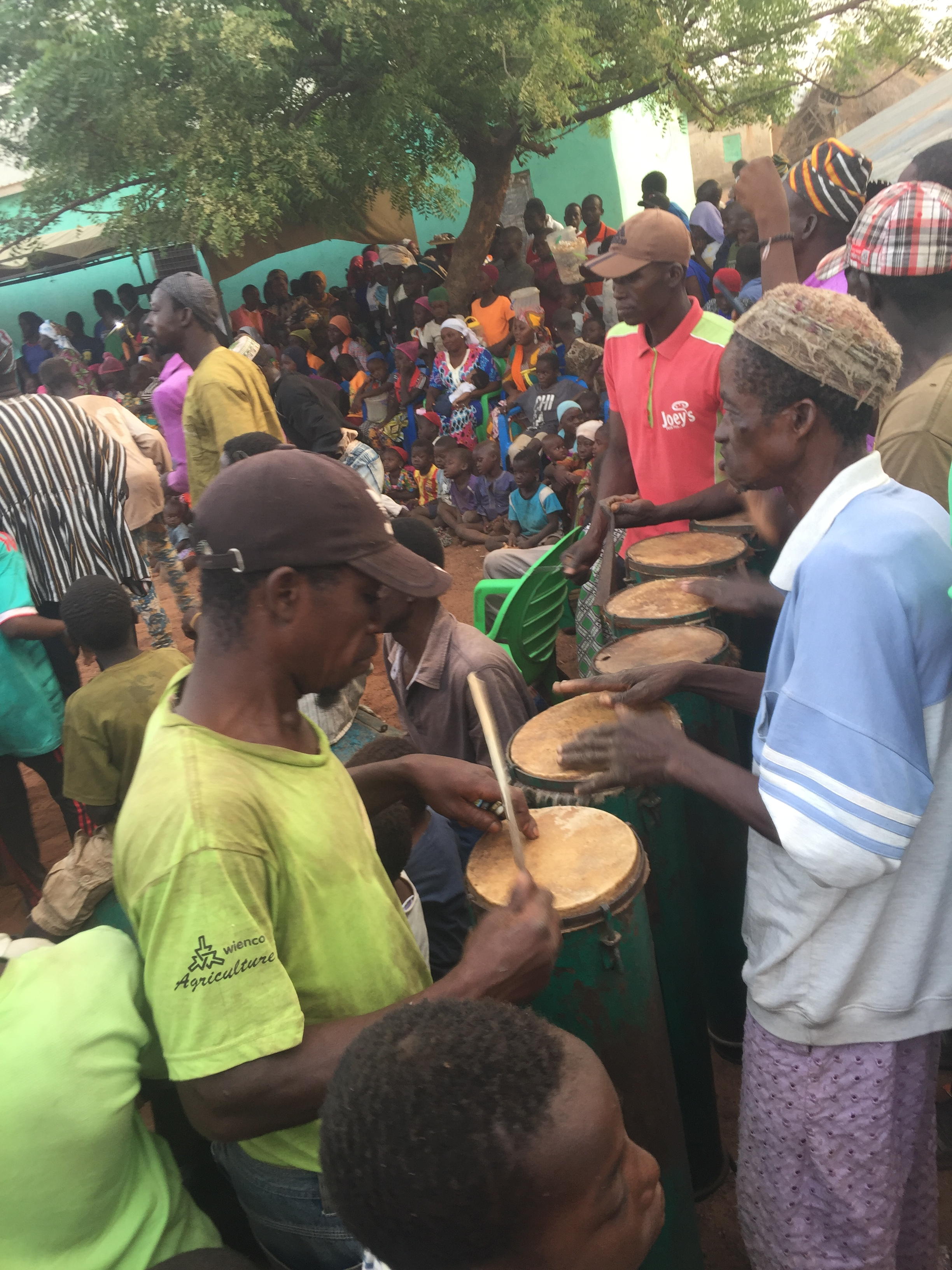
Batteurs de danse Simpa

La simpa est généralement jouée lors des mariages et autres célébrations, et est connue pour ses mouvements énergiques et rythmés et son tempo rapide. La danse est généralement exécutée par un groupe féminin et un homme principal, les participants formant un cercle et exécutant une série de pas et de mouvements coordonnés au rythme de la musique.

#### Takai
Le takai est exécuté de manière circulaire à l'aide de bâtons ou de tiges métalliques pour frapper la tige du danseur devant et derrière. En plus de son importance culturelle, la danse Takai est également connue pour sa nature énergique et vivante. Les danseurs se déplacent avec habileté et grâce, leurs pieds rapides et leur taille se tordant lorsqu'ils tournent autour des tambours. Le son des tambours et des flûtes ajoute à l'excitation et à l'énergie de la danse, ce qui en fait une expérience passionnante et agréable pour tous ceux qui y participent et en sont témoins.

#### Jara

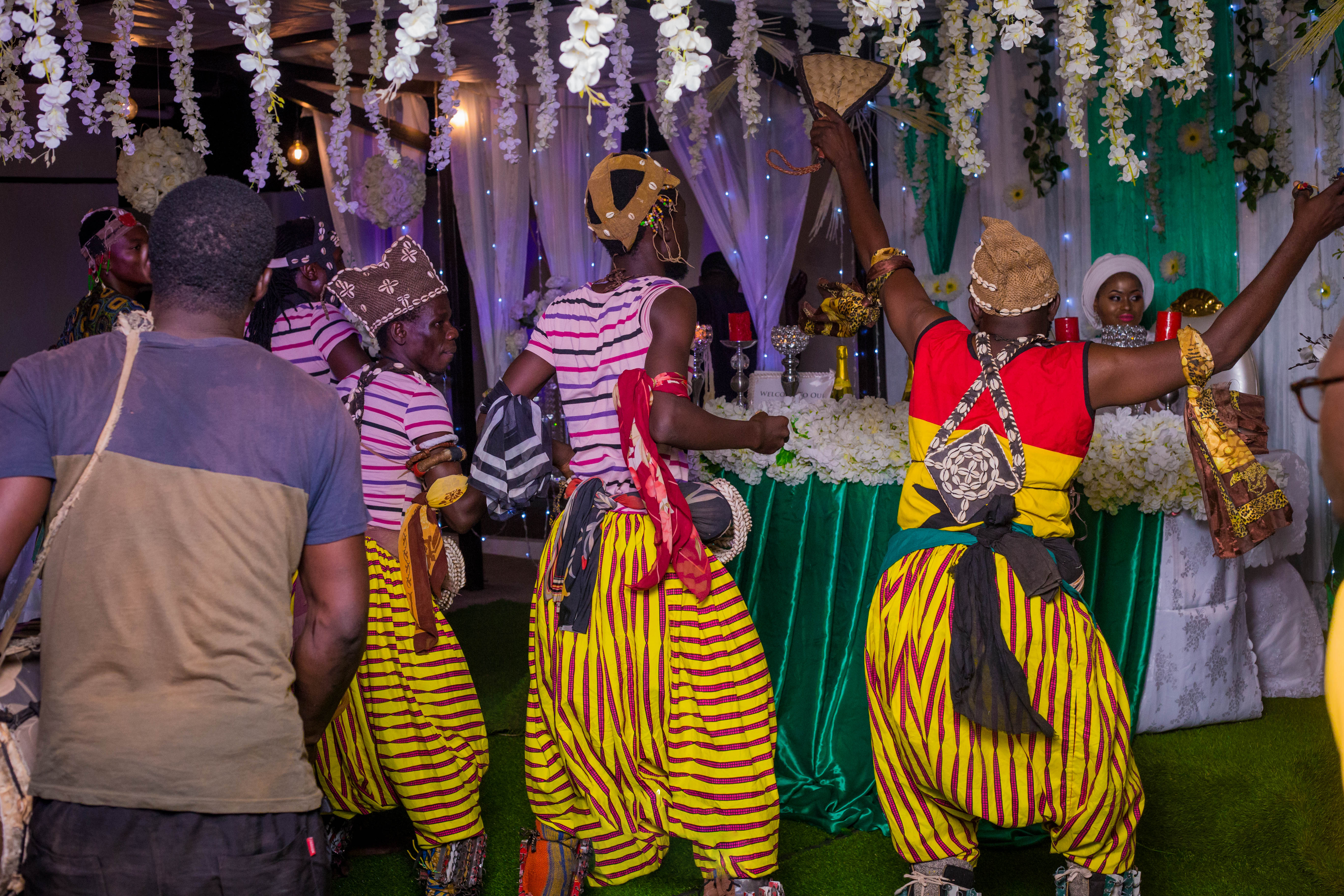

Jera est une danse et une musique traditionnelles du peuple Dagbamba au nord du Ghana. Il a une longue histoire remontant aux Kparibas de Dagomba, qui l'ont pratiqué à l'origine comme un rituel religieux avant et après les expéditions de chasse. Malgré ses origines, Jara est maintenant apprécié par de nombreux villages Dagbamba à diverses occasions, y compris les festivals, les funérailles et les loisirs. L'un des aspects uniques du jara est qu'il est toujours exécuté en costume religieux traditionnel, malgré son évolution et sa diffusion généralisée lors de diverses occasions sociales. Cela ajoute un élément d'importance culturelle et de respect à la danse, honorant ses racines et l'histoire du peuple Dagbamba.
Le jara est une tradition bien-aimée et respectée dans le nord du Ghana, apportant joie, paix et sens de la communauté à ceux qui y participent et en sont témoins. Ses battements rythmiques et ses mouvements gracieux ont résisté à l'épreuve du temps, et il est sûr de continuer à être apprécié pour les générations à venir.

#### Baamaaya

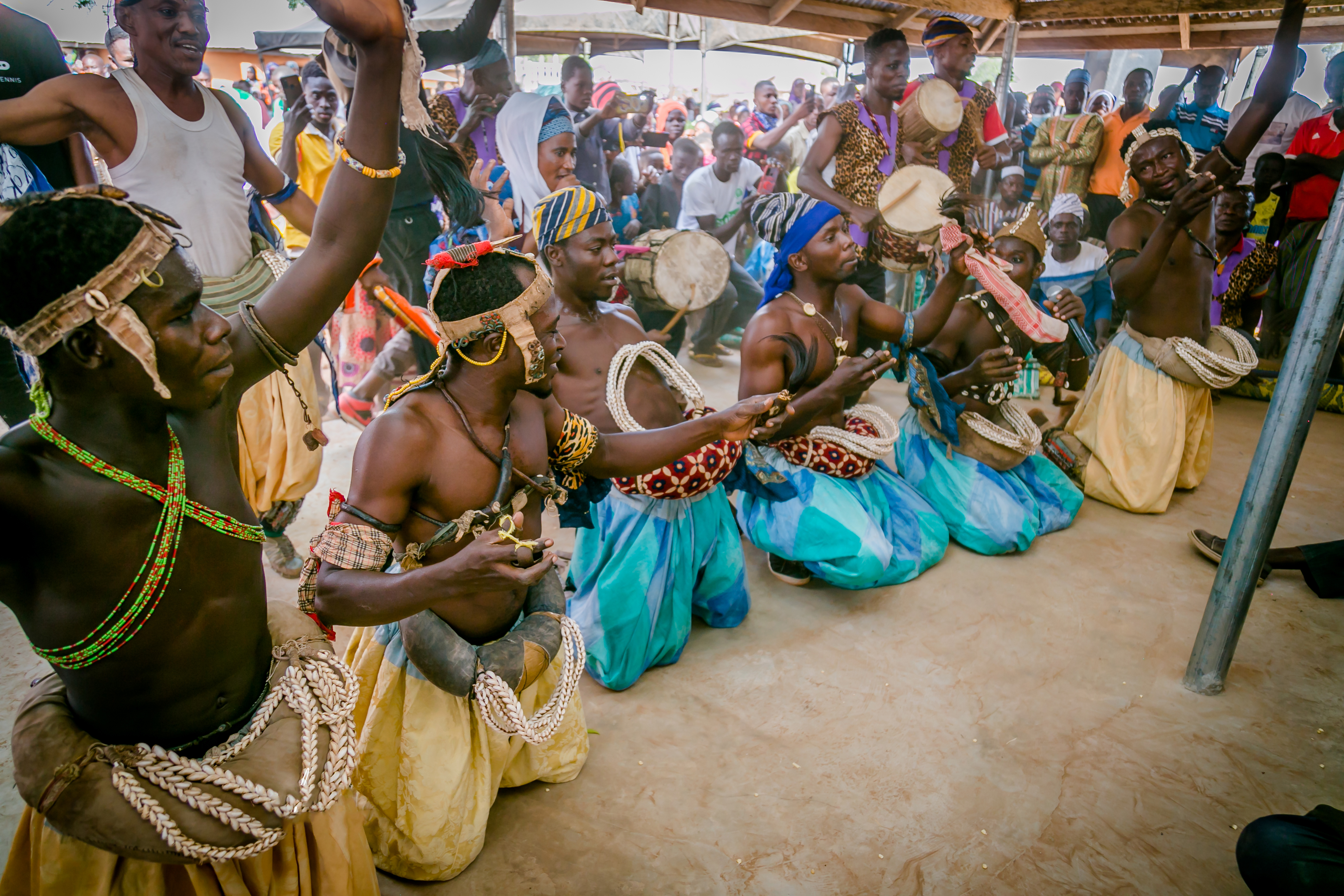
Troupe culturelle Baamaaya Dance

Bamaya est une danse populaire dans la région nord du Ghana, souvent exécutée lors d'événements publics et de réceptions. Il est généralement interprété par des hommes vêtus de vêtements féminins, accompagnés d'un danseur principal, d'autres danseurs et de batteurs qui chantent également en chœur. La danse se caractérise par un jeu de jambes rapide et une torsion de la taille, et les danseurs portent des perles et des cymbales autour de la taille et du menton qui font du bruit lorsqu'ils bougent. La danse est accompagnée d'un chant en chœur et du son des tambours et des flûtes, qui dictent le tempo et le mouvement de la danse. Le chef du groupe communique les mouvements au reste des danseurs, et à la fin de la performance, chaque danseur a la possibilité de montrer ses compétences individuelles. Le mot « Bamaya » signifie « la rivière ou la vallée est mouillée » en Dagbani.

#### Jina
C'est une danse religieuse et spirituelle pratiquée par les Jinwarba de Dagomba. Il est souvent exécuté la nuit avec des feux de joie.

### Danses en solo

#### Nagbegu

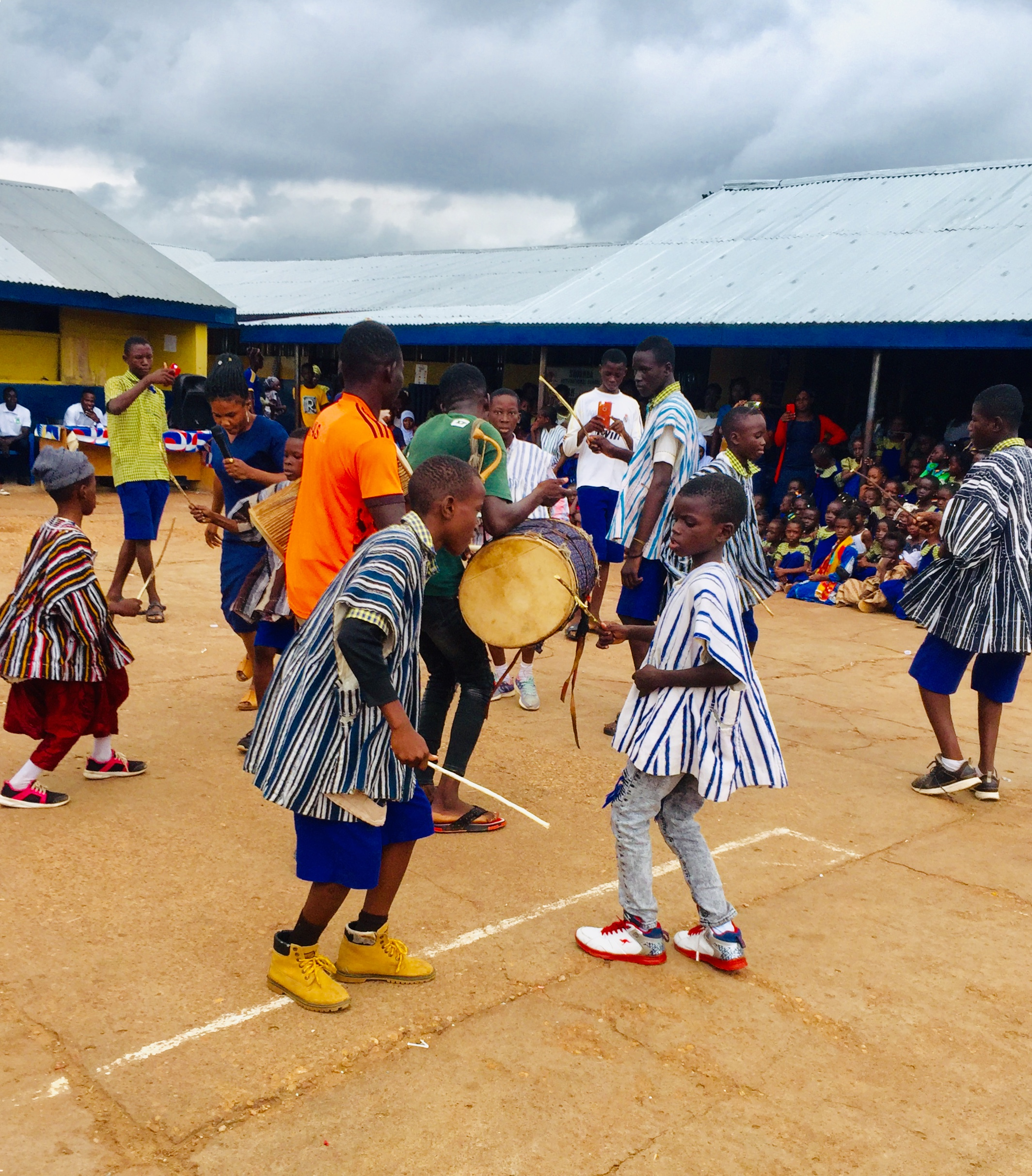
Spectacle de danse Nagbegu

C'est l'une des célèbres danses en solo de Dagomba interprétées par des hommes et des femmes.

### Danses rituelles

#### Nakoha Waa ou danse des bouchers
Nakoha waa est une danse originaire des bouchers ou Nakohanima de la société Dagomba. La danse des bouchers est incorporée dans la culture Dagomba par Naa Dimani et a sa propre lignée patrimoniale, similaire à celle des tambours ou Lunsi. La danse Nakoha waa est une danse unique reflétant le rôle important que les bouchers ont joué dans l'histoire et les traditions de cette société.

#### Dikali ou Macheli Waa ou Danse des forgerons
Dikala est la musique des forgerons ou Machelnima. Les forgerons sont incorporés dans la société Dagomba par Naa Luro. Lorsque Naa Luro a voulu récupérer le corps de Naa Darizhagu, mais a dû traverser une rivière pour l'atteindre. Les forgerons ont dû être convoqués pour fabriquer des outils pour les menuisiers pour faire un pont. Le langage du tambour pour Dikala dit "si vous refusez un chef, vous serez tué", ce qui fait référence au fait que la famille des forgerons est initialement réticente à faire partie de la cour royale.

## Ressources naturelles

### Ressource minérale
Le royaume détient la plus grande réserve de minerai de fer du pays. 

### Ressource renouvelable
Dagomba possède une flore et une faune riches. Des arbres tels que le karité, la mangue, le baobab, le kapok, le teck, l'acajou et le neem poussent en abondance. La terre soutient la culture de cultures telles que le maïs, le riz, le maïs de Guinée, l'igname, le millet, la patate douce, le soja, l'arachide, les haricots bambara, le manioc, la pastèque et bien d'autres.

### Flore
Arbres:
- Adansonia digitata
- Afzelia africana
- Anogeissus leiocarpus
- Afraegle paniculata
- Burkea africaine
- Butyrospermum paradoxum
- Cassia sieberana
- Celastrus senegalensis
- Combretum ghasalense
- Detarium microcarpe
- Grewia lasiodisque
- Grewia mollis
- Lannea acida
- Maytenus senegalensis
- Piliostigma thonningii
- Pterocarpus erinaceus
- Sterculia setigera
- Tamarindus indica
- Terminalia spp., y compris T. avicennioides
- Ximenia americana

Arbustes :
- Diospyros mespiliformis
- Feretia apodanthera
- Flueggea virosa
- Tinnsea spp.
- Urgina spp.

Plantes herbacées :
- Abutilon ramosum
- Aneilema umbrosum
- Atylosia scarabaeoides
- Blepharis maderaspatensis
- Desmodium velutinum
- Mariscus alternifolia
- Ruellia
- Sida Urens
- Triumfetta pentandra
- Wissadula amplissima

Graminées :
- Andropogon spp., y compris Andropogon gayanus var. squamulatus (herbe haute)
- Brachiaria spp.
- Loudetiopsis kerstingii

## Aliments et régime de Dagomba

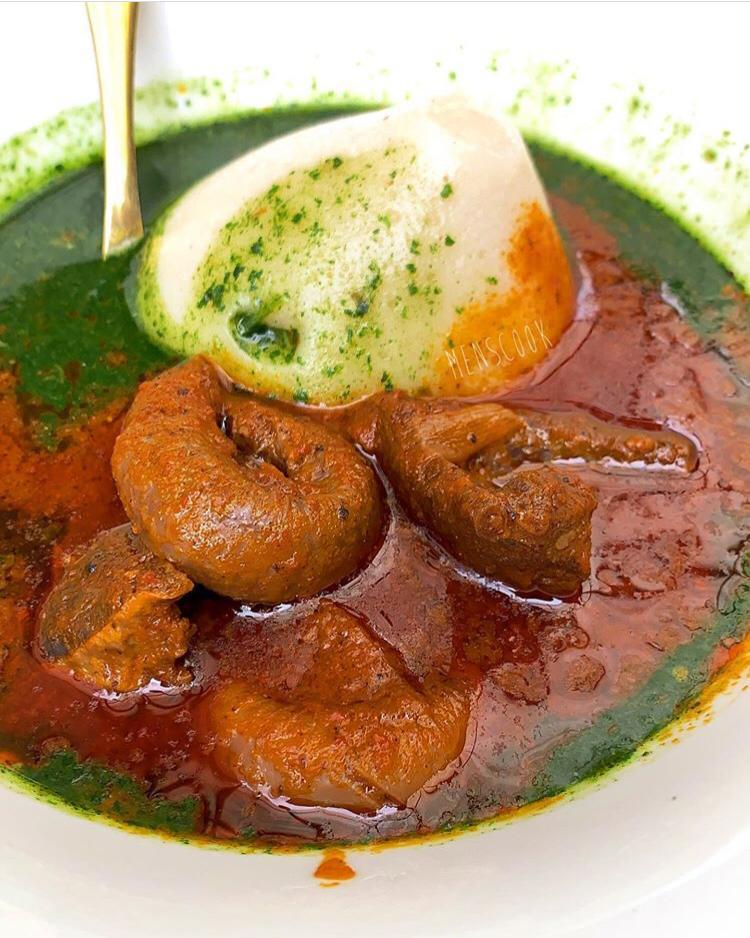
Aliment de base de Dagomba.

Le royaume a une sélection variée d'aliments. Les aliments courants sont Sa-am (Tuozaafi), Sakoro (igname pilée), Tuya (riz et haricots), Tubani, Gablee, wasawasa, yaankahanda, yaanmonda, yaankikalli et autres.

### Aliments végétariens de Dagomba
Les plats végétariens traditionnels à Dagomba comprennent Tuubaani, Gablee, wasawasa, yaankahanda, yaanmonda, Nyombeeka, Gora, etc.

### Petit-déjeuner à Dagomba
Le petit déjeuner est pris le matin juste après le lever du soleil. Le petit-déjeuner traditionnel est composé de koko ou de kukuaɣli (bouillie) à base de maïs, de mil, de guinée ou d'un mélange de farines.

#### Types de porridge préparés à Dagomba
- Za koko (à base de millet)
- Chi koko (à base de maïs de Guinée)
- Koko Talli (à base de maïs ou de millet ou de maïs de Guinée)
- kukuaɣ nyina (toute bouillie avec du maïs mou ou du millet de taille importante et à mâcher)
- Zimbeɣu (bouillie dont la farine est composé de mélanges de maïs, de haricots, de mil, de soja et autres)
- Zimbuli (bouillie de farine brute)